# جيني لي سميث
جيني لي سميث (بالإنجليزية: Jenny Lee Smith)‏ هي لاعبة غولف بريطانية، ولدت في 2 ديسمبر 1948 في نيوكاسل أبون تاين في المملكة المتحدة.